# Bulmaro Bermúdez
Bulmaro Bermúdez Gómez (8 de janeiro de 1926 - 11 de novembro de 1994) foi um compositor mexicano.
Participou como compositor de varios filmes do Cinema Mexicano e também do Cinema dos Estados Unidos entre eles estão os classicos mexicanos La niña de la mochila azul, La niña de los Hoyitos e La Mugrosita, também tem o classico americano O Virgem de 40 Anos. Suas musicas até hoje são sucesso nos filmes americanos e mexicanos. 
A novela da Amy, a menina da mochila azul produzida pela Televisa em 2004 que foi escrita por Rubén Galindo Aguilar e é baseada do filme La niña de la mochila azul (A Menina da Mochila Azul) que também foi escrita por Rubén Galindo Aguilar em 1979 é esse filme e por sua vez baseado da musica "La de la mochila azul" composta por "Bulmaro Bermúdez" e gravada por Pedro Fernandez.

## Canções
De todas as canções de  Bulmaro Bermúdez as mais conhecidas e famosas são "Chiquilla, de mis amores", "La de la mochila azul", "Volvio de la mochila azul", "Yo Soy la de la mochila azul", "La de los Hoyitos", "La Mugrosita", , "La del Morral", "Sonora y sus ojos negros", "La Silla vacia", "A Cambio de Nada", "Caminõs de Michoacan", "California Consentida", "Al Estilo Mexicano" e "El Agente Viajero". 

## Cinema Mexicano
- 1983:Los Dos Carnales (compositor/Los Dos Carnales... de Bulmaro Bermúdez)
- 1982:La Niña de los Hoyitos (compositor/La Niña de los Hoyitos...de Bulmaro Bermúdez)
- 1982:La Mugrosita (compositor/La Mugrosita... de Bulmaro Bermúdez)
- 1979:La niña de la mochila azul (compositor/Chiquilla, de mis amores e La de la mochila azul... de Bulmaro Bermúdez)

## Cinema Americano
- 2005: O Virgem de 40 anos (compositor/Camiños de Michoacan... de Bulmaro Bermúdez)

## Televisão Mexicana
- 2008: Juro Que Te Amo (compositor/Camiños de Michoacan... de Bulmaro Bermúdez)
- 2004: Amy, la niña de la mochila azul (compositor/La de la mochila azul... de Bulmaro Bermúdez)

## Mais Conhecidos
- 2005:O Virgem de 40 anos - Compositor de "Camiños de Michoacan"
- 2004:Amy, a menina da mochila azul - Compositor de "La de la mochila azul"

## Relacionados
- Rubén Galindo Aguilar
- Rubén Galindo Jr.